# Poliopastea mirabilis
Poliopastea mirabilis là một loài bướm đêm thuộc phân họ Arctiinae, họ Erebidae.